# ゴンヴィル・アンド・キーズ・カレッジ

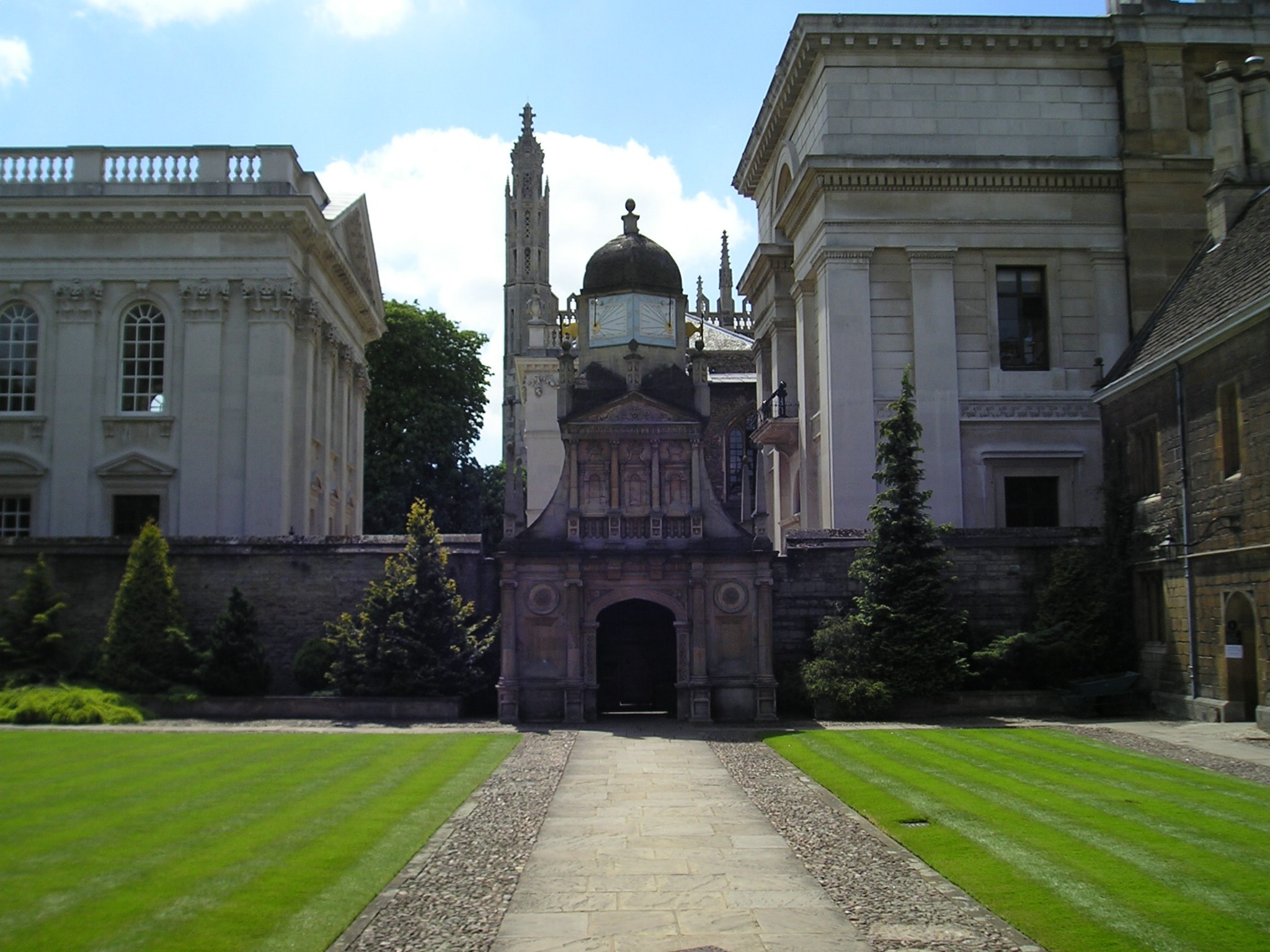
Gate of Honour, Gonville & Caius College

ゴンヴィル・アンド・キーズ・カレッジ(Gonville and Caius College)とは、ケンブリッジ大学のカレッジの一つ。1348年ゴンヴィル・ホールとして創立。1557年ジョン・キーズによって再創立された。医学に伝統と高い評判のあるカレッジ。

## ノーベル賞受賞者（卒業生及び所属研究員）
- チャールズ・シェリントン：生理学者、ノーベル生理学・医学賞受賞者
- ジェームズ・チャドウィック：物理学者、ノーベル物理学賞受賞者
- ハワード・フローリー：生理学者、ノーベル生理学・医学賞受賞者
- マックス・ボルン：理論物理学者、ノーベル物理学賞受賞者
- フランシス・クリック：科学者、ノーベル生理学・医学賞受賞者
- ジョン・ヒックス：経済学者、ノーベル経済学賞受賞者
- アントニー・ヒューイッシュ：電波天文学者、ノーベル物理学賞受賞者
- ミルトン・フリードマン：経済学者、ノーベル経済学賞受賞者
- ネヴィル・モット：物理学者、ノーベル物理学賞受賞者
- リチャード・ストーン：経済学者、ノーベル経済学賞受賞者
- ジョセフ・E・スティグリッツ：経済学者、ノーベル経済学賞受賞者
- ロジャー・Y・チエン：生化学者、ノーベル化学賞受賞者
- マイケル・レヴィット：生物物理学者、ノーベル化学賞受賞者
- ジョン・M・コステリッツ：物理学者、ノーベル物理学賞受賞者

## 著名な卒業生
- アラン・ド・ボトン：哲学者
- ジョン・ホートン・コンウェイ：数学者
- ジョージ・グリーン：数学者
- ジョン・ベン：数学者
- 稲垣満次郎：外交官
- ウイリアム・ハーベー：医学者
- マイケル・オークショット：哲学者
- サイモン・ラッセル・ビール：俳優